# 金井紗智子
金井 紗智子（かない さちこ、1978年4月16日 -　）はアメリカ・ニューヨークで活動しているミュージカル女優・女優・タレント。

## 来歴
3歳の頃からバレエやダンスを習うようになる。高校を卒業した後、3年間ロンドンにダンス留学をする。2001年から2007年までは日本で活躍し、劇団四季に所属していた。
2007年より国際派女優をめざすために渡米。現在はニューヨークに在住し、活動の拠点もニューヨークに移す。

## メディア

### 舞台
- キャッツ - ヴィクトリア 役
- コンタクト
- ライオン・キング
- コーラスライン
- ミュージカル異国の丘

### テレビ
- 3か月トピック英会話 体感!ニューヨーカーの会話術（2008年7月1日〜2008年9月23日、NHK教育テレビ）